# Duck face

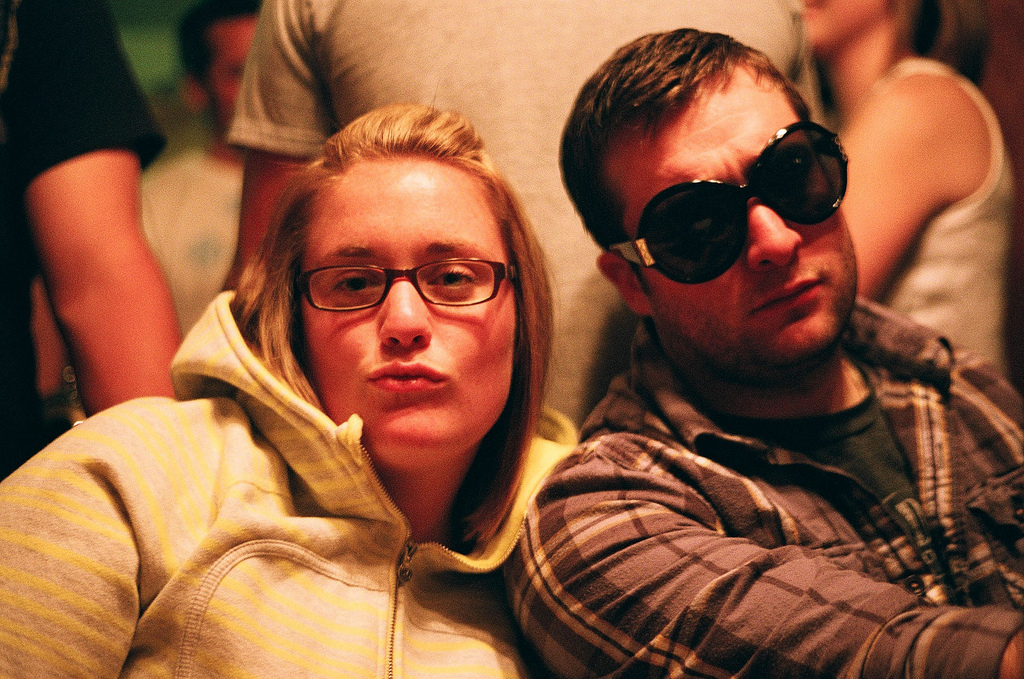
Duckface och stoneface.

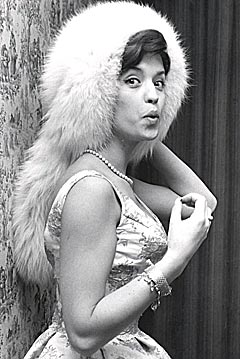
Lill-Babs i Cannes 1961.

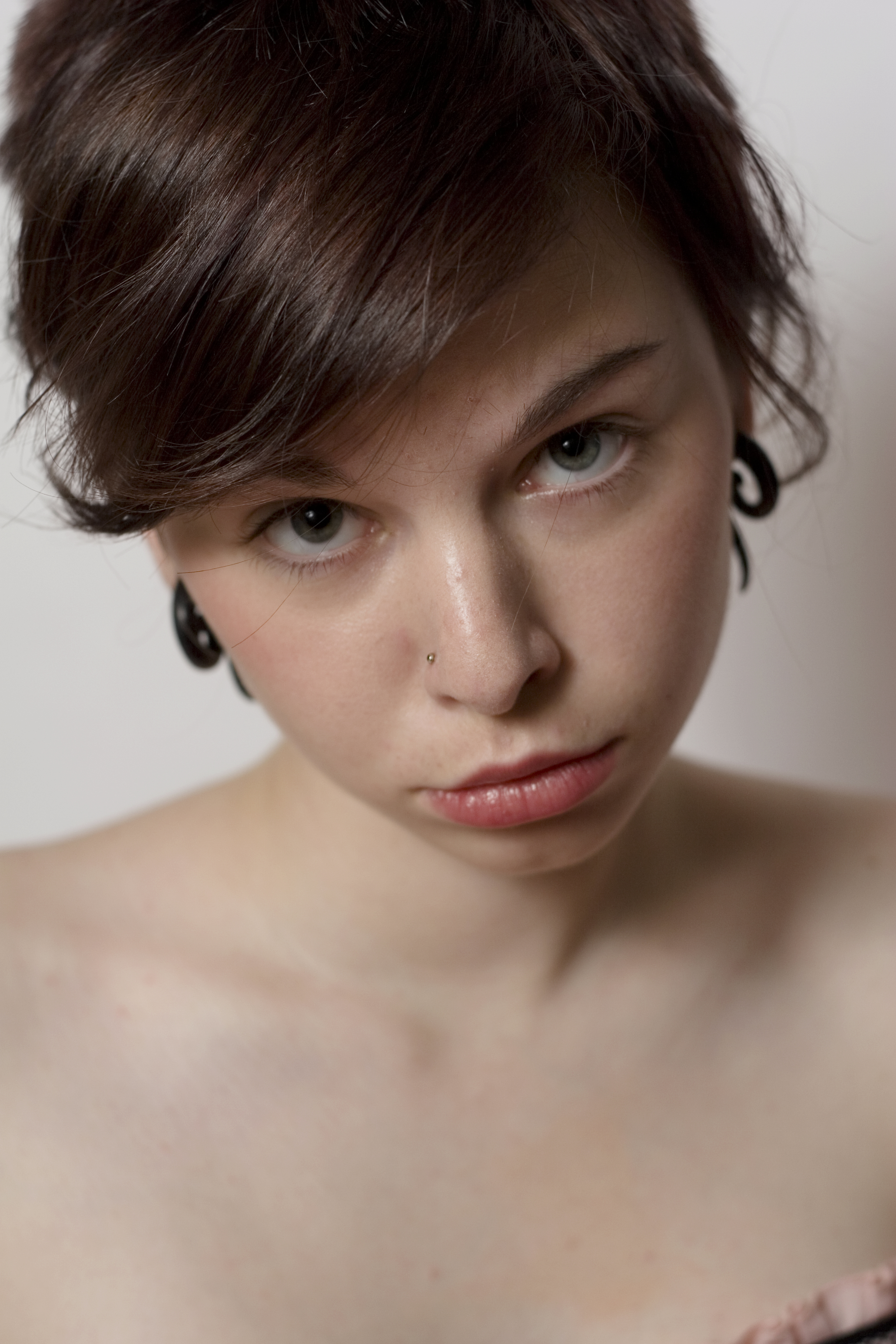
Plutande min, ett liknande ansiktsuttryck som uttrycker besvikelse eller missnöje.

Duck face, duckface (engelska, ”ank-ansikte”) är en tillgjord min eller grimas, främst använd i fotografiska porträtt i sociala medier, där läpparna pressas samman och skjuts framåt. Duck face skiljer sig från så kallad pussmun i det att läpparna endast pressas samman på längden istället för både längden och bredden. Ibland viks istället överläppen upp för att ge ett "fylligare" intryck. Grimasen görs ofta i kombination med insugna kinder, och/eller höjda ögonbryn. Duck face har främst förknippats med selfies och med kvinnliga internetanvändare, ibland med avsikten att kombinera självironi med att framstå som sexig.
Det finns negativa attityder till duck face, närmast en motrörelse, ”The Anti-Duckface Movement”, där motståndarna exempelvis anser att minen är ful, osexig, irriterande och visar på en omogen och "intelligensbefriad" attityd. och under 2015 har ”duck face” fått konkurrens av ”Faux surprise face”.
Läppstift som framhäver läpparna blev mode på 1920-talet. Ungefär vid samma tid kom tekniker för läppförstoring att börja användas, men blev inte vanligt förrän på 2000-talet. Fotografier med kvinnor som gör en min som påminner om vår tids "duck face" finns åtminstone sedan 1940-talet. Det har spekulerats i att trenden med läppförstoring samt duck face-grimasen kom igång i och med den fylligt beläppade amerikanska skådespelerskan Angelina Jolies genombrott i början av 2000-talet.
Ordet ”pluta” beskriver en liknande min, som dock brukar associeras med uttryck av missnöje.